# Скали, Джон
Джон Альфред Скали (англ. John Alfred Scali ; 27 апреля 1918, Кантон, Огайо — 9 октября 1995, Вашингтон) — американский журналист, государственный деятель, дипломат.
Способствовал диалогу между СССР и США во время Карибского кризиса в 1962 году.
В 1973—1975 годах — постоянный представитель США при ООН.